# Konrad Schön
Konrad Schön (* 7. Mai 1930 in Mannheim; † 12. April 2021) war ein deutscher Hochschullehrer und Politiker (CDU).

## Leben und Beruf
Nach dem Abitur nahm Schön ein Studium der Rechtswissenschaften und Philosophie an den Universitäten in Freiburg im Breisgau, Paris und Heidelberg auf, das er mit der Promotion zum Dr. phil. unter Karl Löwith beendete. Er arbeitete von 1954 bis 1957 als Direktionsassistent bei der Dresdner Bank, nahm anschließend eine Tätigkeit als Studienleiter beim Europa-Haus Marienberg auf und war 1960/61 Studienleiter an der Europäischen Akademie Otzenhausen. Seit 1961 unterrichtete er als Dozent an der katholischen Peter-Wust-Hochschule in Saarbrücken, einer der beiden konfessionellen pädagogischen Hochschulen des Saarlandes. Nach der Vereinigung im Dezember 1969 mit der evangelischen Comenius-Hochschule zur Pädagogischen Hochschule des Saarlandes erhielt er dort einen Lehrstuhl für Politikwissenschaft und Didaktik der Politischen Bildung. Nach der Auflösung der Pädagogischen Hochschule 1978 wechselte Schön an die Universität des Saarlandes, wo er sich seinem Fachgebiet mit dem zusätzlichen Schwerpunkt Europapolitik widmete. Zusammen mit Jürgen Domes vertrat er die Politologie in der Rechts- und Wirtschaftswissenschaftlichen Fakultät.

## Partei
Schön war seit 1949 Mitglied der CDU.

## Abgeordneter
Schön gehörte von 1970 bis 1975 dem Saarländischen Landtag an und war dort 1973/74 Vorsitzender der CDU-Fraktion. Von 1979 bis 1989 war er Mitglied des Europäischen Parlamentes.

## Öffentliche Ämter
Schön wurde am 23. Januar 1974 in der Nachfolge von Alfred Wilhelm als Finanzminister in die von Ministerpräsident Franz-Josef Röder geführte Regierung des Saarlandes berufen. Nach der Bildung einer Koalition aus CDU und FDP schied er am 1. März 1977 aus der Regierung aus und wurde in seinem Ministeramt von Ferdi Behles abgelöst. Anschließend fungierte er als Beauftragter der Landesregierung für Europafragen.

## Ehrungen
- 31. Oktober 2016: Saarländischer Verdienstorden[3]
- 1975: Bundesverdienstkreuz 1. Klasse[4]
- Grande Médaille en Vermeil d’Or de la Ville de Paris[4]
- Ernennung zum Commandeur de l´Ordre Grand-Ducal de la Couronne de Chène[4]

## Veröffentlichungen
- Europa – Aufbruch aus der Krise. 1959.
- Der Begriff der Politischen Bildung. 1964.
- Die Praxis des Unterrichts in Politischer Bildung. 1967.
- Verfassung und Erziehung. 1968.
- Grundlagen der politischen Urteilsbildung. 1969.